# 2010-es Tour de France
A 2010-es Tour de France a francia kerékpárverseny 97., 2010-es kiírása. 2010. július 3-án kezdődött Hollandia egyik városából, Rotterdamból és július 25-én ért véget Franciaországban, Párizsban. 1996 óta ez lesz az első Tour, amely Hollandiából indul.
A verseny eleji 9 km-es prológ az Erasmusbrug hídon és a Willemsbrug hídon haladt át egészen az Ahoy Rotterdamig. Az első szakasz az Erasmusbrug hídról indult majd és a belgiumi Brüsszelbe érkezett. A verseny során kétszer is (a 16. és a 17. szakaszon) megmásszák a Col du Tourmalet-t annak tiszteletére, hogy a Tour 100 éve érkezett a Pireneusokba és tér vissza oda azóta is évről évre.
A hivatalos Tour de France-tájékoztató 2009. október 14-én volt megtartva, ahol nyilvánosságra hozták a szakaszok adatait. Ez lesz sorozatban a harmadik Grand Tour, melyet Hollandiából indítanak, a 2009-es Vuelta a España és a 2010-es Giro d’Italia után.
A verseny minden egyes szakaszát élőben közvetítette az Eurosport Sipos János és ifjabb Knézy Jenő szakkommentátorokkal. Ezek összefoglalóit a szokásos módon esténként tűzték műsorra, illetve a szakaszok élő közvetítése előtt megvágott ismétléseket adott a sportcsatorna.
2012 februárjában a nemzetközi Sportdöntőbíróság megfosztotta a győzelmétől a doppingoláson ért Contadort.

## Részt vevő csapatok
A szervezők 22 csapatot hívtak meg a versenyre. 16 csapatnak egy 2008. szeptemberi megállapodás alapján már akkor biztossá vált a helye.
- Amerikai Egyesült Államok

BMC Racing Team (BMC)
Garmin–Transitions (GRM)
Team HTC–Columbia (THR)
Team RadioShack (RSH)
- Belgium

Omega Pharma–Lotto (OLO)
Quick Step (QST)
- Dánia

Team Saxo Bank (SAX)
- Franciaország

Ag2r–La Mondiale (ALM)
Bbox Bouygues Telecom (BBO)
Cofidis (COF)
Française des Jeux (FDJ)
- Hollandia

Rabobank (RAB)
- Kazahsztán

Astana (AST)
- Egyesült Királyság

Team Sky (SKY)
- Németország

Team Milram (MRM)
- Olaszország

Lampre–Farnese Vini (LAM)
Liquigas–Doimo (LIQ)
- Oroszország

Katyusa (KAT)
- Spanyolország

Caisse d’Epargne (GCE)
Euskaltel–Euskadi (EUS)
Footon-Servetto-Fuji (FOT)
- Svájc

Cervélo TestTeam (CTT)

## Szakaszok
| Szakasz | Végpontok            | Végpontok               | Hossz     |                   | Jelleg            | Időpont               | Szakaszgyőztes       |
| Szakasz | Rajt                 | Cél                     | Hossz     |                   | Jelleg            | Időpont               | Szakaszgyőztes       |
| ------- | -------------------- | ----------------------- | --------- | ----------------- | ----------------- | --------------------- | -------------------- |
| Prológ  | Rotterdam            | Rotterdam               | 8 km      | egyéni időfutam   | egyéni időfutam   | július 3., szombat    | Fabian Cancellara    |
| 1.      | Rotterdam            | Brüsszel                | 224 km    | sík szakasz       | sík szakasz       | július 4., vasárnap   | Alessandro Petacchi  |
| 2.      | Brüsszel             | Spa                     | 201 km    | sík szakasz       | sík szakasz       | július 5., hétfő      | Sylvain Chavanel     |
| 3.      | Wanze                | Porte du Hainaut        | 213 km    | sík szakasz       | sík szakasz       | július 6., kedd       | Thor Hushovd         |
| 4.      | Cambrai              | Reims                   | 150 km    | sík szakasz       | sík szakasz       | július 7., szerda     | Alessandro Petacchi  |
| 5.      | Épernay              | Montargis               | 185 km    | sík szakasz       | sík szakasz       | július 8., csütörtök  | Mark Cavendish       |
| 6.      | Montargis            | Gueugnon                | 225 km    | sík szakasz       | sík szakasz       | július 9., péntek     | Mark Cavendish       |
| 7.      | Tournus              | Station des Rousses     | 161 km    | sík/hegyi szakasz | sík/hegyi szakasz | július 10., szombat   | Sylvain Chavanel     |
| 8.      | Station des Rousses  | Avoriaz                 | 189 km    | hegyi szakasz     | hegyi szakasz     | július 11., vasárnap  | Andy Schleck         |
| Avoriaz | Avoriaz              | Avoriaz                 | pihenőnap | pihenőnap         | pihenőnap         | július 12., hétfő     | július 12., hétfő    |
| 9.      | Avoriaz              | Saint-Jean-de-Maurienne | 204 km    | hegyi szakasz     | hegyi szakasz     | július 13., kedd      | Sandy Casar          |
| 10.     | Chambéry             | Gap                     | 179 km    | sík/hegyi szakasz | sík/hegyi szakasz | július 14., szerda    | Sérgio Paulinho      |
| 11.     | Sisteron             | Bourg-lès-Valence       | 180 km    | sík szakasz       | sík szakasz       | július 15., csütörtök | Mark Cavendish       |
| 12.     | Bourg-de-Péage       | Mende                   | 210 km    | sík szakasz       | sík szakasz       | július 16., péntek    | Joaquim Rodríguez    |
| 13.     | Rodez                | Revel, Haute-Garonne    | 195 km    | sík szakasz       | sík szakasz       | július 17., szombat   | Alekszandr Vinokurov |
| 14.     | Revel, Haute-Garonne | Ax-les-Thermes          | 184 km    | hegyi szakasz     | hegyi szakasz     | július 18., vasárnap  | Cristophe Riblon     |
| 15.     | Pamiers              | Bagnères-de-Luchon      | 187 km    | hegyi szakasz     | hegyi szakasz     | július 19., hétfő     | Thomas Voeckler      |
| 16.     | Bagnères-de-Luchon   | Pau                     | 196 km    | hegyi szakasz     | hegyi szakasz     | július 20., kedd      | Pierrick Fédrigo     |
| Pau     | Pau                  | Pau                     | pihenőnap | pihenőnap         | pihenőnap         | július 21., szerda    | július 21., szerda   |
| 17.     | Pau                  | Col du Tourmalet        | 174 km    | hegyi szakasz     | hegyi szakasz     | július 22., csütörtök | Andy Schleck         |
| 18.     | Salies-de-Béarn      | Bordeaux                | 190 km    | sík szakasz       | sík szakasz       | július 23., péntek    | Mark Cavendish       |
| 19.     | Bordeaux             | Pauillac                | 51 km     | egyéni időfutam   | egyéni időfutam   | július 24., szombat   | Fabian Cancellara    |
| 20.     | Longjumeau           | Párizs, Champs-Élysées  | 105 km    | sík szakasz       | sík szakasz       | július 25., vasárnap  | Mark Cavendish       |

## Összetett eredmények

### Sárga trikó
| #   | Versenyző             | Csapat | Idő         |
| --- | --------------------- | ------ | ----------- |
| DSQ | Alberto Contador      | AST    | 91h 58' 48" |
| 1.  | Andy Schleck          | SAX    | 91h 59' 27" |
| DSQ | Gyenyisz Menysov      | RAB    | +1' 22"     |
| 2.  | Samuel Sánchez        | EUS    | + 3' 40"    |
| 3.  | Jurgen Van den Broeck | OLO    | + 6' 54"    |
| 4.  | Nem osztották ki      |        |             |
| 5.  | Robert Gesink         | RAB    | + 9' 31"    |
| 6.  | Ryder Hesjedal        | GRM    | + 10' 15"   |
| 7.  | Joaquim Rodríguez     | KAT    | + 11' 37"   |
| 8.  | Roman Kreuziger       | LIQ    | + 11' 54"   |
| 9.  | Chris Horner          | RSH    | + 12' 02"   |
| 10. | Luis-Leon Sánchez     | GCE    | + 14' 21"   |

### Zöld trikó
| #   | Versenyző            | Csapat | Pont     |
| --- | -------------------- | ------ | -------- |
| 1.  | Alessandro Petacchi  | LAM    | 243 pont |
| 2.  | Mark Cavendish       | THR    | 232 pont |
| 3.  | Thor Hushovd         | CTT    | 222 pont |
| 4.  | José Joaquín Rojas   | GCE    | 179 pont |
| 5.  | Robbie McEwen        | KAT    | 179 pont |
| 6.  | Edvald Boasson Hagen | SKY    | 161 pont |
| 7.  | Sébastien Turgot     | BTL    | 135 pont |
| 8.  | Gerald Ciolek        | THR    | 126 pont |
| 9.  | Jürgen Roelandts     | OLO    | 124 pont |
| 10. | Lloyd Mondory        | ALM    | 119 pont |

### Pöttyös trikó
| #   | Versenyző         | Csapat | Pont     |
| --- | ----------------- | ------ | -------- |
| 1.  | Anthony Charteau  | BTL    | 143 pont |
| 2.  | Cristophe Moreau  | GCE    | 128 pont |
| 3.  | Andy Schleck      | SAX    | 116 pont |
| 4.  | Damiano Cunego    | LAM    | 99 pont  |
| 5.  | Samuel Sánchez    | EUS    | 96 pont  |
| 6.  | Sandy Casar       | FDJ    | 93 pont  |
| 7.  | Jérôme Pineau     | QST    | 92 pont  |
| 8.  | Thomas Voeckler   | BTL    | 82 pont  |
| 9.  | Pierrick Fédrigo  | BTL    | 72 pont  |
| 10. | Joaquim Rodríguez | KAT    | 66 pont  |

### Fehér trikó
| #   | Versenyző          | Csapat | Idő          |
| --- | ------------------ | ------ | ------------ |
| 1.  | Andy Schleck       | SAX    | 91h 59' 27"  |
| 2.  | Robert Gesink      | RAB    | + 8' 52"     |
| 3.  | Roman Kreuziger    | LIQ    | + 11' 15"    |
| 4.  | Julien El Fares    | COF    | + 52' 43"    |
| 5.  | Cyril Gautier      | BTL    | + 1h 24' 33" |
| 6.  | Jakob Fuglsang     | SAX    | + 1h 37' 53" |
| 7.  | Rafael Valls       | FOT    | + 1h 41' 48" |
| 8.  | Pierre Rolland     | BTL    | + 1h 46' 03" |
| 9.  | Geraint Thomas     | SKY    | + 1h 59' 26" |
| 10. | José Joaquín Rojas | GCE    | + 2h 01' 19" |

### Csapatverseny
| #   | Csapat                      | Idő          |
| --- | --------------------------- | ------------ |
| 1.  | Team RadioShack (RSH)       | 276h 02' 03" |
| 2.  | Caisse d'Epargne (GCE)      | + 9' 15"     |
| 3.  | Rabobank (RAB)              | + 27' 49"    |
| 4.  | AG2R LA MONDIALE (ALM)      | + 41' 10"    |
| 5.  | Omega Pharma–Lotto (OLO)    | + 51' 01"    |
| 6.  | Astana (AST)                | + 56' 16"    |
| 7.  | Quick Step (QST)            | + 1h 06' 23" |
| 8.  | Euskaltel–Euskadi (EUS)     | + 1h 23' 02" |
| 9.  | Liquigas–Doimo (LIQ)        | + 1h 29' 14" |
| 10. | Bbox Bouygues Telecom (BTL) | + 1h 54' 18" |

## Összegzés
| Szakasz (győztes)                  | Összetett verseny Maillot jaune | Pontverseny Maillot vert | Hegyi pontverseny Maillot à pois rouges | Fiatalok versenye Maillot blanc | Csapatverseny Classement par équipe | Legaktívabb versenyző Prix de combativité |
| ---------------------------------- | ------------------------------- | ------------------------ | --------------------------------------- | ------------------------------- | ----------------------------------- | ----------------------------------------- |
| Prológ (Fabian Cancellara)         | Fabian Cancellara               | Fabian Cancellara        | nem osztanak                            | Tony Martin                     | Team RadioShack                     | nem osztanak                              |
| 1. szakasz (Alessandro Petacchi)   | Fabian Cancellara               | Alessandro Petacchi      | nem osztanak                            | Tony Martin                     | Team RadioShack                     | Maarten Wynants                           |
| 2. szakasz (Sylvain Chavanel)      | Sylvain Chavanel                | Sylvain Chavanel         | Jérôme Pineau                           | Tony Martin                     | Quick Step                          | Sylvain Chavanel                          |
| 3. szakasz (Thor Hushovd)          | Fabian Cancellara               | Thor Hushovd             | Jérôme Pineau                           | Geraint Thomas                  | Team Saxo Bank                      | Ryder Hesjedal                            |
| 4. szakasz (Alessandro Petacchi)   | Fabian Cancellara               | Thor Hushovd             | Jérôme Pineau                           | Geraint Thomas                  | Team Saxo Bank                      | Dimitri Champion                          |
| 5. szakasz (Mark Cavendish)        | Fabian Cancellara               | Thor Hushovd             | Jérôme Pineau                           | Geraint Thomas                  | Team Saxo Bank                      | Iván Gutiérrez                            |
| 6. szakasz (Mark Cavendish)        | Fabian Cancellara               | Thor Hushovd             | Jérôme Pineau                           | Geraint Thomas                  | Team Saxo Bank                      | Mathieu Perget                            |
| 7. szakasz (Sylvain Chavanel)      | Sylvain Chavanel                | Thor Hushovd             | Jérôme Pineau                           | Andy Schleck                    | Astana                              | Jérôme Pineau                             |
| 8. szakasz (Andy Schleck)          | Cadel Evans                     | Thor Hushovd             | Jérôme Pineau                           | Andy Schleck                    | Rabobank                            | Mario Aerts                               |
| 9. szakasz (Sandy Casar)           | Andy Schleck                    | Thor Hushovd             | Anthony Charteau                        | Andy Schleck                    | Caisse d'Epargne                    | Luis León Sánchez                         |
| 10. szakasz (Sérgio Paulinho)      | Andy Schleck                    | Thor Hushovd             | Jérôme Pineau                           | Andy Schleck                    | Caisse d'Epargne                    | Mario Aerts                               |
| 11. szakasz (Mark Cavendish)       | Andy Schleck                    | Alessandro Petacchi      | Jérôme Pineau                           | Andy Schleck                    | Caisse d'Epargne                    | Stéphane Auge                             |
| 12. szakasz (Joaquim Rodríguez)    | Andy Schleck                    | Thor Hushovd             | Anthony Charteau                        | Andy Schleck                    | Team RadioShack                     | Alekszandr Vinokurov                      |
| 13. szakasz (Alekszandr Vinokurov) | Andy Schleck                    | Alessandro Petacchi      | Anthony Charteau                        | Andy Schleck                    | Team RadioShack                     | Juan Antonio Flecha                       |
| 14. szakasz (Cristophe Riblon)     | Andy Schleck                    | Alessandro Petacchi      | Anthony Charteau                        | Andy Schleck                    | Caisse d'Epargne                    | Cristophe Riblon                          |
| 15. szakasz (Thomas Voeckler)      | Alberto Contador*               | Alessandro Petacchi      | Anthony Charteau                        | Andy Schleck                    | Team RadioShack                     | Thomas Voeckler                           |
| 16. szakasz (Pierrick Fédrigo)     | Alberto Contador*               | Thor Hushovd             | Anthony Charteau                        | Andy Schleck                    | Team RadioShack                     | Carlos Barredo                            |
| 17. szakasz (Andy Schleck)         | Alberto Contador*               | Thor Hushovd             | Anthony Charteau                        | Andy Schleck                    | Team RadioShack                     | Alekszandr Kolobnyev                      |
| 18. szakasz (Mark Cavendish)       | Alberto Contador*               | Alessandro Petacchi      | Anthony Charteau                        | Andy Schleck                    | Team RadioShack                     | Daniel Oss                                |
| 19. szakasz (Fabian Cancellara)    | Alberto Contador*               | Alessandro Petacchi      | Anthony Charteau                        | Andy Schleck                    | Team RadioShack                     | nem osztanak                              |
| 20. szakasz (Mark Cavendish)       | Alberto Contador*               | Alessandro Petacchi      | Anthony Charteau                        | Andy Schleck                    | Team RadioShack                     | nem osztanak                              |
| Végeredmény                        | Alberto Contador* Andy Schleck  | Alessandro Petacchi      | Anthony Charteau                        | Andy Schleck                    | Team RadioShack                     | Sylvain Chavanel                          |

- Alberto Contador nyerte a sárga trikót a 2010-es Tour de France-on, ám később pozitív doppingeredménye miatt megfosztották ettől, így a második helyen végző Andy Schleck kapta meg a címet.

## Statisztika
Szakaszgyőzelmek országonként
| Ország             | Győzelmek száma | Győztesek (győzelmeik száma)                                                                           |
| ------------------ | --------------- | --- |
| Franciaország      | 6               | Sylvain Chavanel (2), Sandy Casar (1), Pierrick Fédrigo (1), Cristophe Riblon (1), Thomas Voeckler (1) |
| Egyesült Királyság | 5               | Mark Cavendish (5)                                                                                     |
| Luxemburg          | 2               | Andy Schleck (2)                                                                                       |
| Olaszország        | 2               | Alessandro Petacchi (2)                                                                                |
| Svájc              | 2               | Fabian Cancellara (2)                                                                                  |
| Kazahsztán         | 1               | Alekszandr Vinokurov                                                                                   |
| Norvégia           | 1               | Thor Hushovd                                                                                           |
| Portugália         | 1               | Sérgio Paulinho                                                                                        |
| Spanyolország      | 1               | Joaquim Rodríguez                                                                                      |

Szakaszgyőzelmek csapatonként
| Csapat                      | Győzelmek száma | Győztesek (győzelmeik száma)              |
| --------------------------- | --------------- | ----------------------------------------- |
| Team HTC–Columbia (THR)     | 5               | Mark Cavendish (5)                        |
| Team Saxo Bank (SAX)        | 4               | Andy Schleck (2), Fabian Cancellara (2)   |
| Bbox Bouygues Telecom (BTL) | 2               | Pierrick Fédrigo (1), Thomas Voeckler (1) |
| Liquigas–Doimo (LIQ)        | 2               | Alessandro Petacchi (2)                   |
| Quick Step (QST)            | 2               | Sylvain Chavanel (2)                      |
| AG2R La Mondiale (ALM)      | 1               | Cristophe Riblon                          |
| Astana (AST)                | 1               | Alekszandr Vinokurov                      |
| Cervélo TestTeam (CTT)      | 1               | Thor Hushovd                              |
| Française des Jeux (FDJ)    | 1               | Sandy Casar                               |
| Katyusa (KAT)               | 1               | Joaquim Rodríguez                         |
| Team RadioShack (RSH)       | 1               | Sérgio Paulinho                           |